# Villa Maxim-Gorki-Straße 16 (Radebeul)
Die Villa Maxim-Gorki-Straße 16 liegt im Stadtteil Oberlößnitz der sächsischen Stadt Radebeul, auf einem Eckgrundstück Maxim-Gorki-Straße und Emil-Högg-Straße gegenüber der ebenfalls denkmalgeschützten Villa Maxim-Gorki-Straße 17.

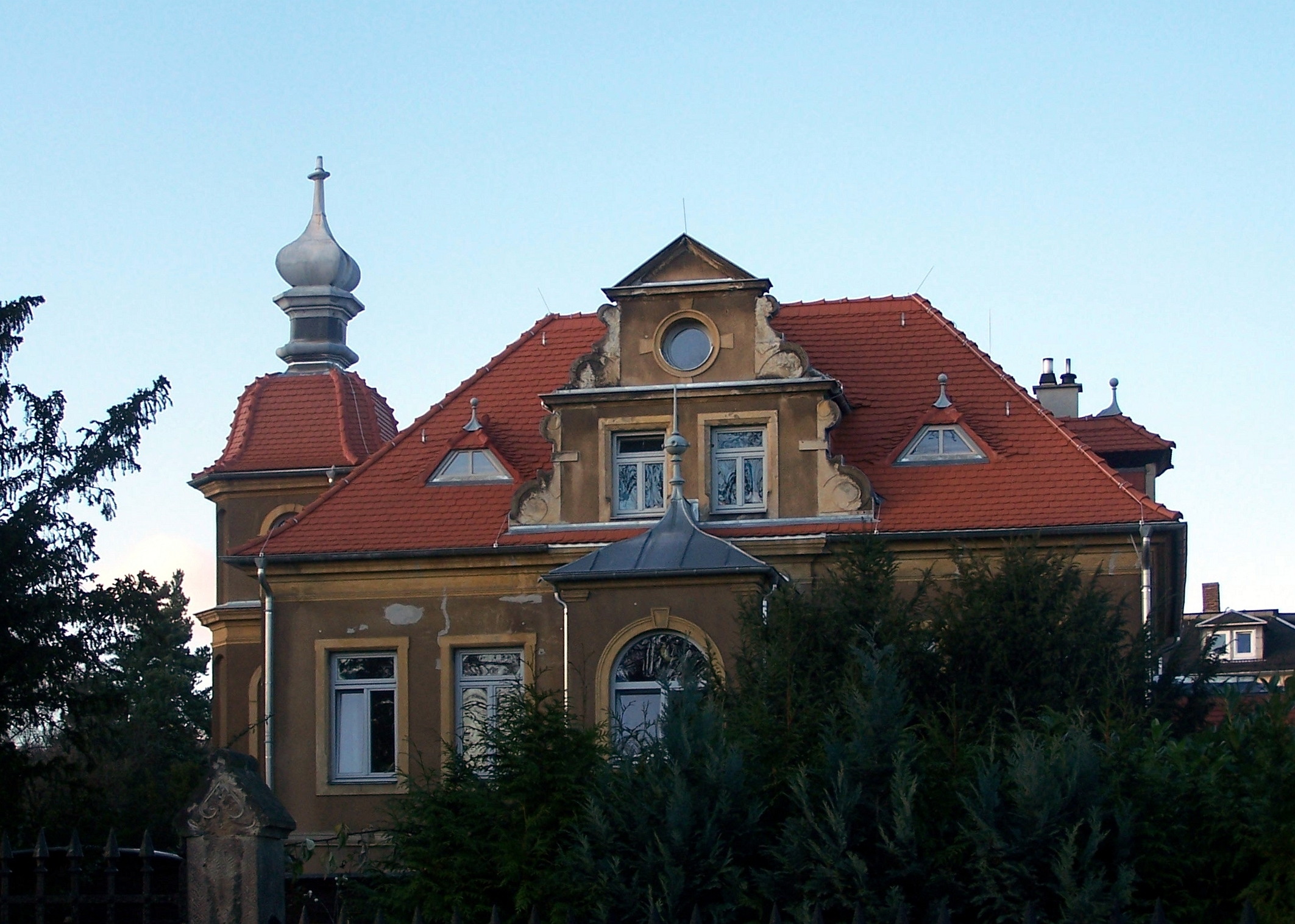
Villa Maxim-Gorki-Str. 16

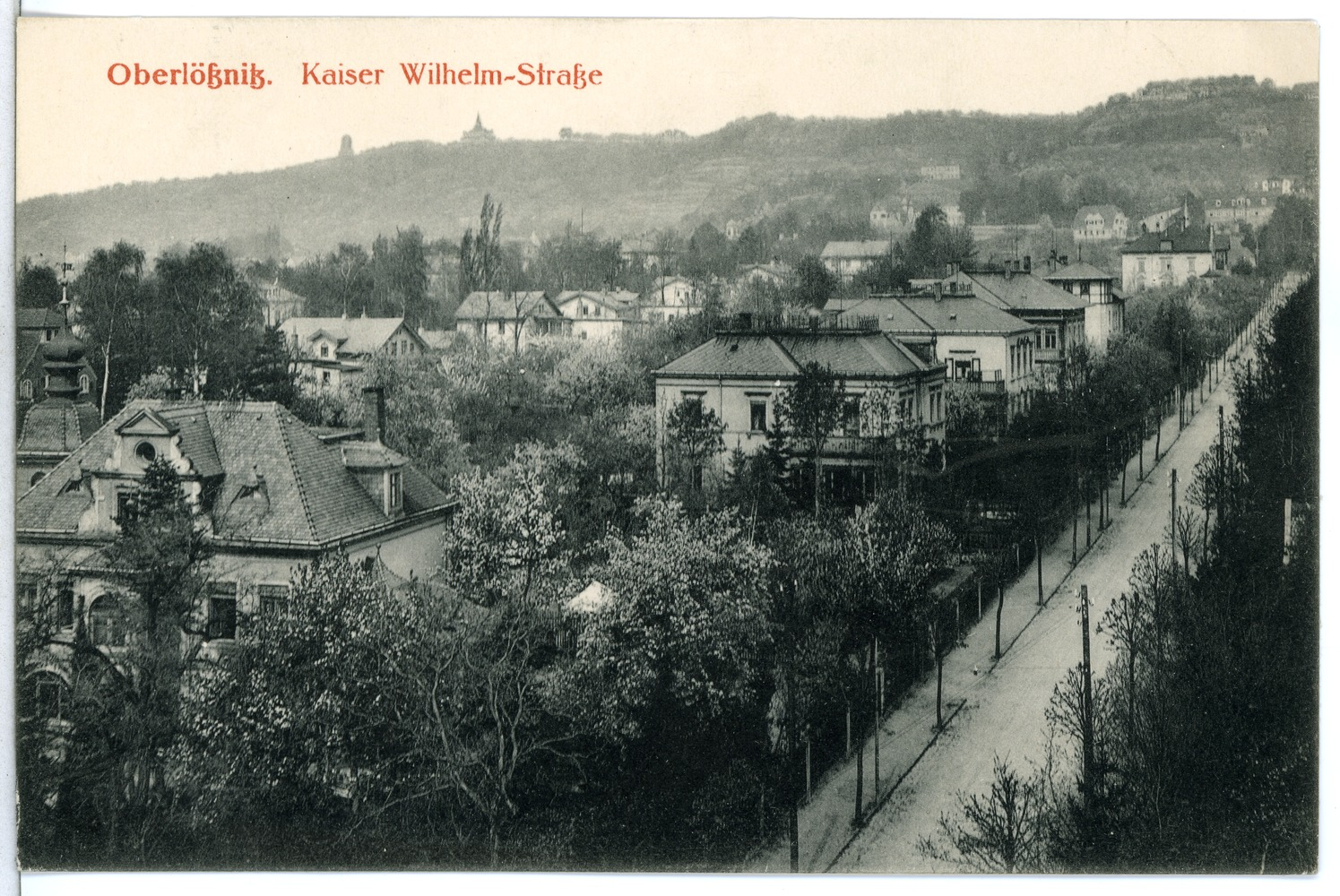
Emil-Högg-Straße (1911); links vorne: Maxim-Gorki-Str. 16

Das Haus Maxim-Gorki-Straße 16 gilt dem Dehio als „schönes Beispiel“ für die „deutsche Renaissance“ im Gegensatz zur „italianisierenden Renaissance“ (siehe dafür beispielhaft Haus Gotendorf). Weitere Beispiele für die „deutsche Renaissance“ sind die Winzerstraße 2, das Rote Haus und die Villa Kolbe.

## Beschreibung
Die um 1895 errichtete, mitsamt Garten und Einfriedung denkmalgeschützte Villa ist ein zweigeschossiger Bau über L-förmigem Grundriss mit leicht reduzierter Verputzung sowie einem ziegelgedeckten Dach. Die fünfachsige südliche Hauptansicht zur Maxim-Gorki-Straße ist symmetrisch angelegt. Mittig steht ein einachsiger Vorbau mit flacher, geschweifter Blechhaube und Spitze. Dahinter befindet sich ein firsthohes Dachhaus mit einem zweizonigen Volutengiebel vor einem hohen Walmdachteil.
Das restliche Dach nach hinten sowie zur Hälfte zur Emil-Högg-Straße ist als niedrigeres Plattformdach ausgebildet, in dem in der zweiten, nach Osten gerichteten Straßenansicht eine Dachgaube für Belichtung sorgt. Zudem steht dort ein eingeschossiger, überdachter Vorbau.
In der westlichen Seitenansicht steht ein dreigeschossiger Treppenturm mit Haube und Laterne.
Die Fassaden werden durch Gesimse gegliedert, die Fenster werden von Sandstein eingefasst.
Die Einfriedung besteht aus Lanzettzaunfeldern zwischen Sandsteinpfeilern, der Grundstückszugang erfolgt durch ein Rundbogenportal. An der Grundstücksecke ergänzt eine hohe Bruchsteinmauer die Umfriedung.
Der der Villa im Süden vorgelagerte Garten ist ein ehemaliger Weingarten, der nach der Reblauskatastrophe aufgelassen wurde. Er hat sich als „stadtentwicklungsgeschichtlich unverwechselbare Freifläche an dieser Stelle erhalten“ und ist wie die Gartenanlage des an der Emil-Högg-Straße gegenüberliegenden Lindenhofs als denkmalpflegerische Nebenanlage geschützt. In der aktuellen Denkmalbeschreibung wird er besonders hervorgehoben:

„Der Vorgarten des Anwesens führt im Kontext mit den Freiflächen vor den Gebäuden Maxim-Gorki-Straße 18, 22 und Hauptstraße 47 zu einer stadtentwicklungsgeschichtlichen Unverwechselbarkeit und ist somit städtebaulich bedeutend. Ursprünglich dienten diese Freiflächen dem Weinanbau[,] bevor sie sich nach der Reblauskatastrophe zu reinen Vorgärten entwickelten, die Fläche vor Haus Breitig, Maxim-Gorki-Straße 22 wurde mittlerweile wieder aufgerebt. Abgesehen davon sind die alten charakteristischen Winzerhäuser, wie Lindenhof, Haus Breitig und der Russe geblieben. Diese Konstellation, zumal in größerem Abstand zu den Hängen, bildet eine Besonderheit auf dem Stadtgebiet von Radebeul. Vergleichbar sind nur Bereiche an der Meißner Straße in Radebeul-West, wobei hier die Gebäude zumeist jünger sind.“